# Liédena
Liédena (Ledea en euskera batua y Ledia en la variedad salacenca) es un municipio español de Comunidad Foral de Navarra, situado en la Merindad de Sangüesa, en la Comarca de Sangüesa y a 41 km de la capital de la comunidad, Pamplona. Su población en 2024 fue de 351 habitantes, convirtiéndolo en el cuarto municipio más poblado de la comarca.
Su gentilicio es ledeatarra, tanto en masculino como en femenino.

## Geografía
Se encuentra situado en las estribaciones de la sierra de Leyre, a pocos kilómetros del embalse de Yesa y de la monumental ciudad de Sangüesa. 

## Demografía
Liédana cuenta con una población de 351 habitantes (INE 2024).
| Gráfica de evolución demográfica de Liédena entre 1842 y 2021                                                       |
| |
| Población de derecho según los censos de población del INE Población de hecho según los censos de población del INE |

## Administración y política
La administración política se realiza a través de un ayuntamiento de gestión democrática cuyos componentes se eligen cada cuatro años por sufragio universal desde las primeras elecciones municipales tras la reinstauración de la democracia en España, en 1979. El censo electoral está compuesto por los residentes mayores de 18 años empadronados en el municipio, ya sean de nacionalidad española o de cualquier país miembro de la Unión Europea. Según lo dispuesto en la Ley Orgánica del Régimen Electoral General, que establece el número de concejales elegibles en función de la población del municipio, la corporación municipal está formada por 7 concejales. La sede del Ayuntamiento de Liédena está situada en la calle Escuelas 2.
| Partido político                  | 2019  | 2019       | 2015  | 2015       |
| Partido político                  | %     | Concejales | %     | Concejales |
| Agrupación Villa de Liédena (AVL) | 66,15 | 5          | 73,71 | 7          |
| Alternativa Liedenense (AL)       | 31,79 | 2          | —     | —          |

## Cultura

### Fiestas
Las fiestas del pueblo se celebran durante cinco días, cayendo en el último fin de semana del mes de julio. Se celebran en honor de las Santas Reliquias.

### Deportes
El Club Deportivo Aurrera Liédena es el equipo de fútbol de la localidad. Fundado el 20 de marzo de 1920, es el club de fútbol más antiguo de Navarra. Compite en la 1.ª Regional de Navarra y disputa sus encuentros como local en el campo de "El Viñedo".

### Patrimonio
- Iglesia de Santa María de la Asunción, templo que mantiene aún trazas góticas de la iglesia medieval aunque es del siglo XVIII su aspecto actual.
- Villa romana de Liédena, situada a unos 3 km de Liédana, se conservan los restos de una anigua villa romana, situada sobre un altozano en la margen derecha del río Irati, frente a la salida sur de la Foz de Lumbier.